# Engelhart von Globen

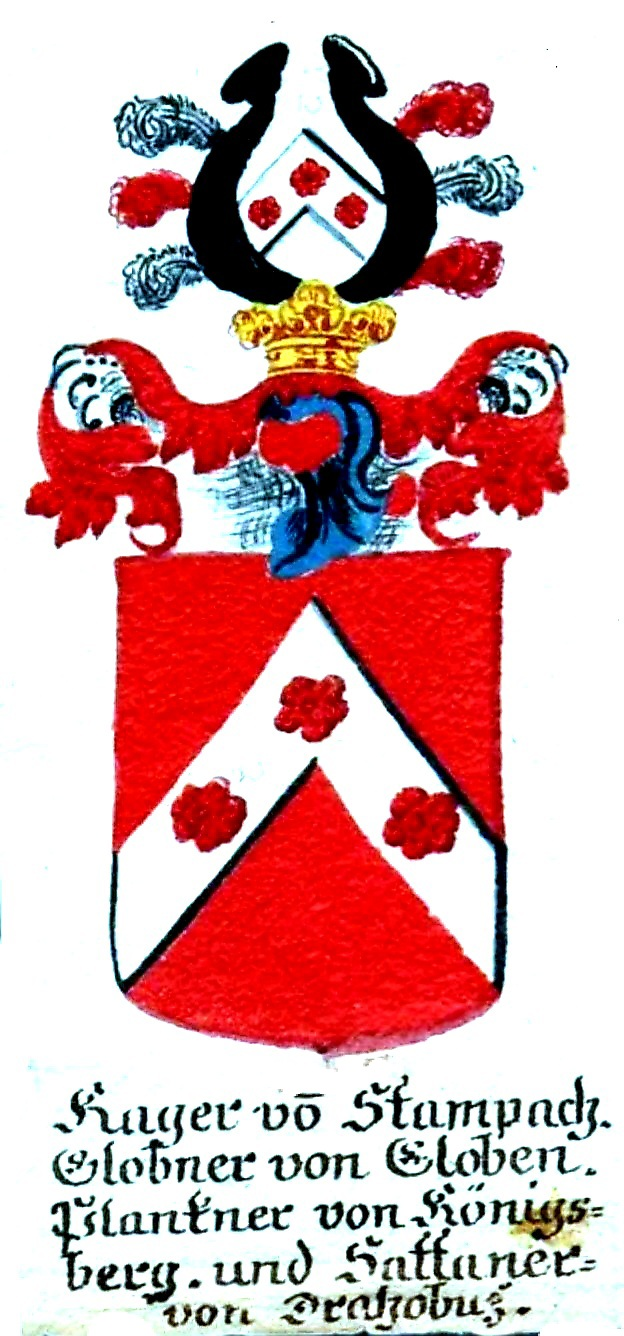
Stammwappen

Engelhart Globner von Globen († nach 1601) war ein böhmischer Adliger, Soldat, Rittergutsbesitzer und Montanunternehmer.

## Leben
Er stammte aus dem alten böhmischen Rittergeschlecht der Globner von Globen aus dem Elbogener Land und war der Sohn von Christoph von Globen. Engelhart von Globen kämpfte 1547 während des Schmalkaldischen Krieges im Heer Kaiser Karls V., des Weiteren diente er Kaiser Ferdinand I. 1553 in Siebenbürgen und 1566 Graf Sebastian Schlick auf einem Ungarnfeldzug als Soldat. Am 6. Mai 1553 zeichnete er sich in Hainburg an der Seite des Feldhauptmannes Georg Graf von Helfenstein aus. Am 5. Februar 1577 erscheint er unter den geladenen adligen Personen des Elbogener Kreises die am Begräbnis Kaiser Maximilian II. in Prag teilnahmen. Auf seinem Gut Schönficht im Egerland betrieb er Silber- und Kobaltbergbau, aus deren Ausbeute er 1583 eine Medaille aus bleiähnlichem Metall prägen ließ. Der Schönfichter Ausbeutetaler trägt die Inschrift: ENGELHART VON GLOBEN ERSTE AVSPEVT ZV SCHOENFICHT TRINITATIS ANNO 1583. Am 21. Oktober 1591 wurde gegen Engelhart von Globen Beschwerde wegen eigenmächtigem Vorgehen in Bergbauangelegenheiten eingelegt. In diesem Jahr war das Gut Schönficht im Besitz Heinrich Stephan von Globen. 1601 leistete Engelhart von Globen auf Rockendorf zusammen mit Johann Wolf Globner von Globen Bürgschaft für Euphrosina Hrobcicka von Rabic auf Hospozin. 1603 ließ in Schönficht Hans Christoph von Globen auf Rockendorf, möglicherweise der Sohn von Engelhart von Globen, seinen Sohn Engelhart taufen.

## Familie
Engelhart von Globen war in erster Ehe mit Sidonia Hofer von Lobenstein verheiratet. In zweitere Ehe heiratete er am 27. Mai 1572 in Schönficht die Witwe Magdalena geb. von Hirschberg und in dritter Ehe Lucretia Prollenhofer von Purkersdorf. Aus seiner ersten Ehe gingen folgende Kinder hervor: 
- Johann Christoph
- Anna Magdalena
- Katharina